# Зюзин, Василий Иванович (учёный)
Васи́лий Ива́нович Зю́зин (15 июня 1896 , слобода Орехово, Усть-Медведицкий округ, Область Войска Донского, Российская империя — 7 октября 1975, Алма-Ата, КазССР, СССР) — советский учёный, врач-фтизиатр, доктор медицинских наук (1944), профессор (1945), заслуженный врач КазССР (1943), заслуженный деятель науки КазССР (1947). Ректор Казахского государственного медицинского института (КазГМИ; 1943-1952).

## Биография
Родился в 1896 году в слободе Орехово Усть-Медведицкого округа Области Войска Донского.
В 1908—1911 годах работал батраком у помещиков, после до 1915 года работал на судах Пароходного общества «Кавказ и Меркурий» молотобойцем и матросом. Участник Первой мировой войны; 1915—1917 годах рядовой, затем фельдшер в частях 53 пехотной дивизии, участник боев возле городов Двинск и Ковель. В 1917—1918 годах — а рядах Красной гвардии, партизан в родном округе, затем рядовой, фельдшер в частях 23 стрелковой дивизии 9 армии, участник Гражданской войны на Южном фронте.
В 1920 году поступает на медицинский факультет Донского университета имени М. П. Богаевского, который окончил в 1925 году, после чего до 1929 года работал практическим врачом в больницах Кубанской области. С 1929 по 1933 год — аспирант Северо-Кавказского противотуберкулезного института. В 1933 году приказом Наркомздрава РСФСР назначен директором и научным руководителем вновь организованного алматинского КазНИИ туберкулёза, которым руководил в сумме более 15 лет (1933—1941 и 1952—1958 годах) в 1936—1943 годах — руководитель доцентского курса по туберкулезу КазГМИ. В 1943—1952 годах — ректор Казахского государственного медицинского института (КазГМИ).
В 1937 году защитил кандидатскую диссертацию. В 1941—1942 годах — начальник алматинского госпиталя № 3990, г. Алма-Ата. В 1944 году защитил докторскую диссертацию, через год утверждён в звании профессора. В 1943—1964 годах — заведующий кафедрой туберкулеза КазГМИ, параллельно председатель учёного совета МЗ КазССР. В 1964 году основал и с того же года до 1971 года заведовал кафедрой туберкулёза Алматинского государственного института усовершенствования врачей (АГИУВ, ныне Казахский медицинский университет непрерывного образования — КазМУНО).
Научный руководитель 3 докторов, 14 кандидатов наук, автор более 120 научных работ, в том числе 3 монографий. Основатель фтизиатрической научной школы Казахстана.
Награждён медалями «За трудовую доблесть» (05.11.1940, «в связи с 20-летним юбилеем Казахской ССР, за достижения в развитии промышленности, сельского хозяйства, науки и искусства»), «За победу над Германией», «За доблестный труд в ВОВ», орденом «Знак Почёта», значком «Отличнику здравоохранения», Почётными грамотами Верховного Совета КазССР.